# Bataille de Marioupol (2014)
Pour les articles homonymes, voir Bataille de Marioupol.
Batailles
- Euromaïdan
- Révolution de la Dignité
- Manifestations anti-Maïdan

Annexion de la Crimée
- Invasion russe de la Crimée
- Prise du Parlement de Crimée
- Prise de la base navale sud
- Incident de Simféropol (en)
- Occupation russe de la Crimée

Troubles pro-russes
- Odessa
- Troubles pro-russes à Kharkiv (uk)
- Troubles pro-russes à Louhansk (uk)
- Bataille de la rue Rymarska (uk)
- Proclamation de la république de Crimée
- Prise de Donetsk (uk)
- Proclamation de la RP de Donetsk
- Proclamation de la RP d'Odessa (hu)
- Proclamation de la RP de Lougansk
- Affrontements à Odessa du 2 mai (uk)
- Incendie de la Maison des syndicats d'Odessa

Guerre du Donbass
- Sloviansk
- Marioupol
- 1re Donetsk
- Louhansk
- Il-76
- Saour-Mogyla
- Vol Malaysia Airlines 17
- 2e Donetsk
- Loutouhyne
- Ilovaïsk
- 3e Donetsk
- 32e barrage
- Volnovakha
- Debaltseve
- Marïnka
- Avdiïvka

Lors de la montée des troubles en Ukraine au lendemain de la révolution ukrainienne de 2014, la ville de Marioupol, dans l'oblast de Donetsk, a vu des escarmouches éclater entre les forces gouvernementales ukrainiennes, la police locale et des militants séparatistes affiliés à la république populaire de Donetsk.
Les forces gouvernementales se sont retirées de Marioupol le 9 mai 2014 après que de violents combats ont laissé le siège de la police de la ville incendié. Ces forces maintenaient des points de contrôle à l'extérieur de la ville. L'intervention des sidérurgistes de Metinvest le 15 mai 2014 a conduit à la levée des barricades du centre-ville et à la reprise des patrouilles de la police locale. Les séparatistes ont continué à exploiter un quartier général dans une autre partie de la ville jusqu'à ce que leurs positions soient dépassées lors d'une offensive gouvernementale le 13 juin 2014.

## Contexte

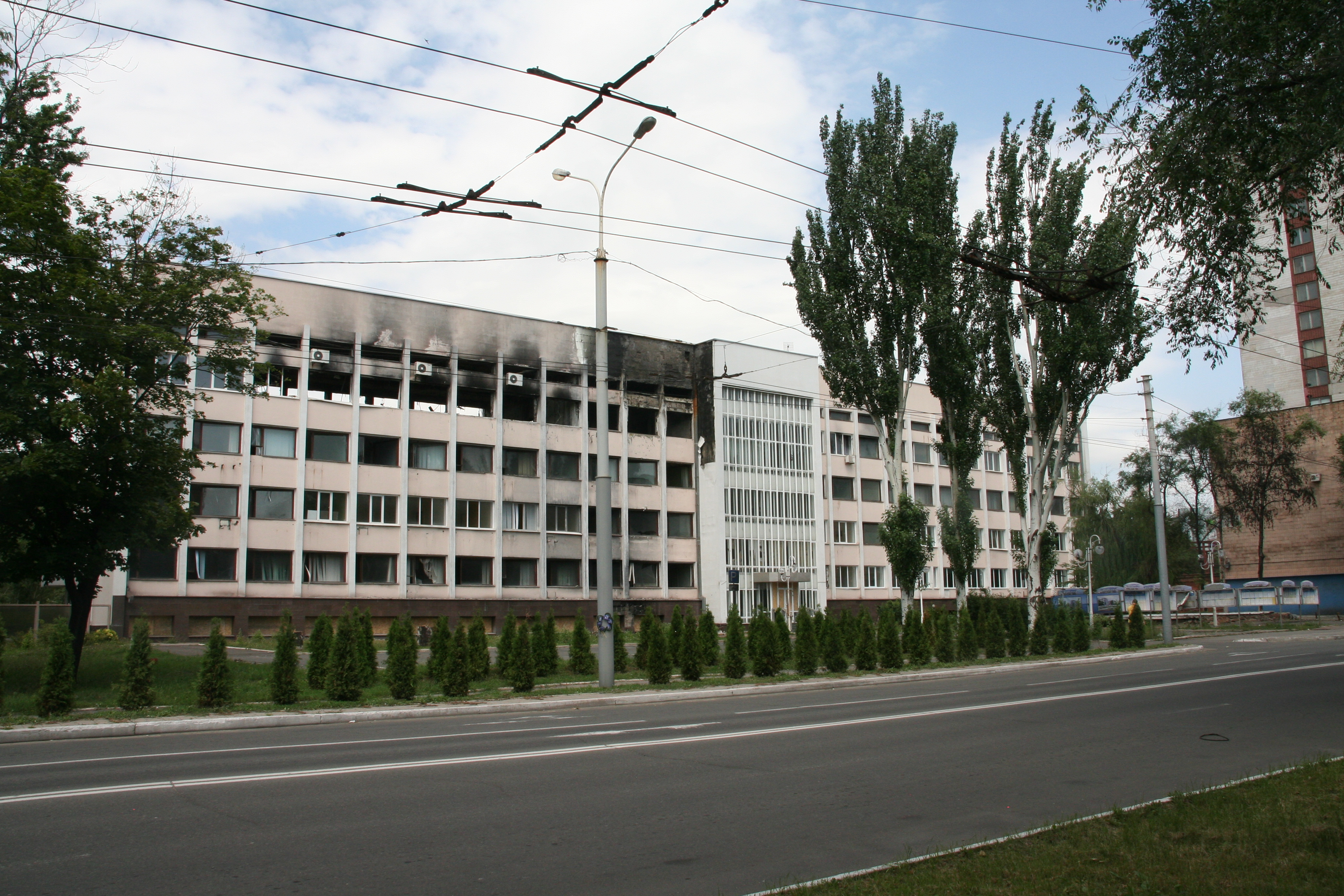
Mairie de Mariupol, endommagée par un incendie lors d'affrontements en mai 2014.

Marioupol est la deuxième plus grande ville de l'oblast de Donetsk et connaît des troubles sporadiques depuis mars 2014. Des groupes pro-russes et antigouvernementaux avaient occupé pour la première fois le bâtiment du conseil municipal le 18 mars 2014. Le premier incident violent s'était produit dans la nuit du 16 avril 2014, lorsque quelque 300 manifestants pro-russes et antigouvernementaux avaient attaqué une unité militaire ukrainienne à Marioupol en lançant des cocktails Molotov. Le ministre des Affaires intérieures, Arsen Avakov, a déclaré que les troupes avaient été forcées d'ouvrir le feu, entraînant la mort de trois des assaillants.
Les forces gouvernementales ukrainiennes ont affirmé avoir "libéré" le conseil municipal de Marioupol le 24 avril 2014, bien que cela ait été fortement contesté par des manifestants antigouvernementaux, et un rapport de la BBC a déclaré qu'il n'y avait "aucun signe" de l'armée,. Le bâtiment a changé de mains plusieurs fois par la suite, mais a été capturé par l'armée le 8 mai,.

## Événements

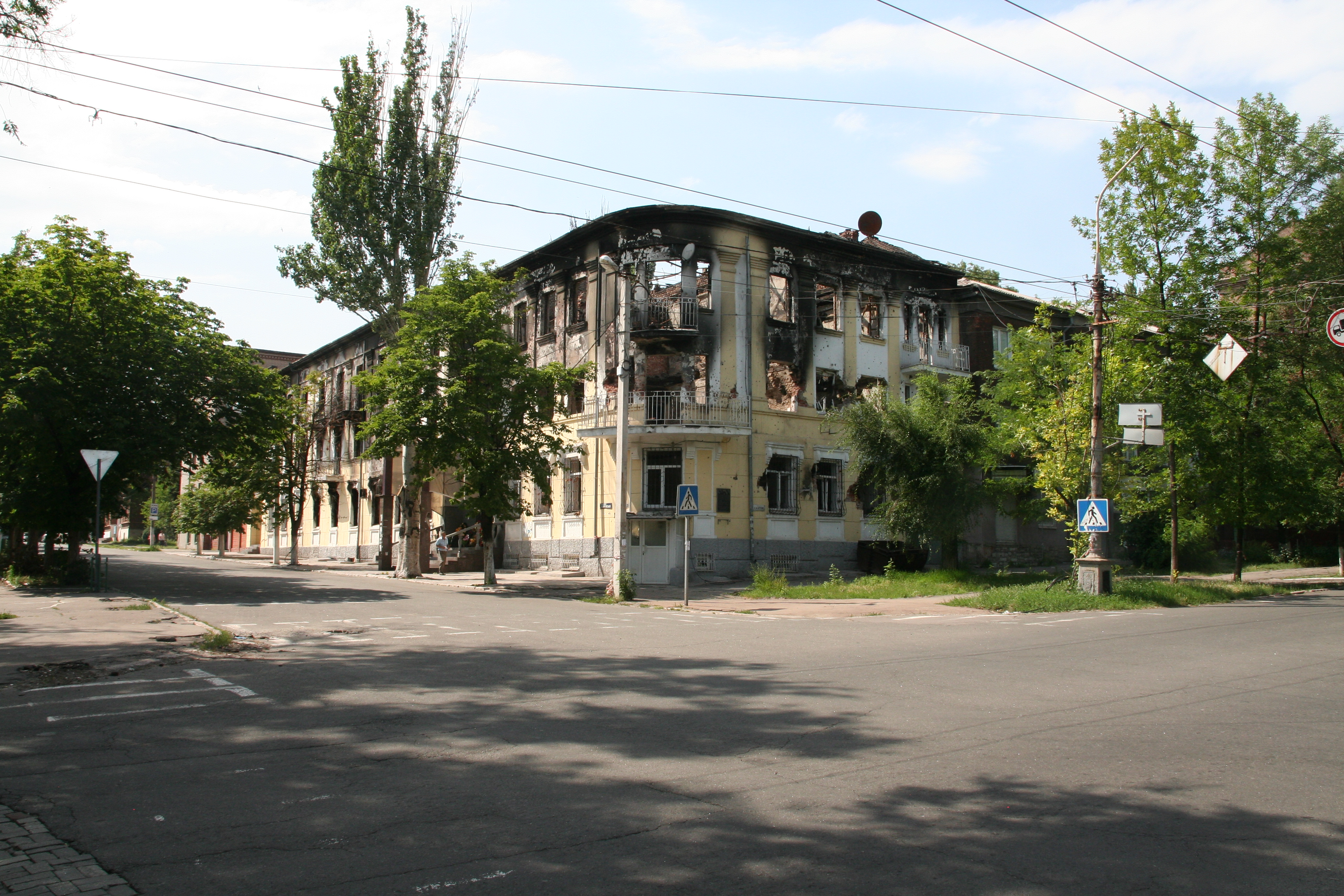
La préfecture de police de Marioupol, détruite lors des combats de mai 2014.

Le gouvernement ukrainien a déclaré que son contingent comprenait des policiers, ainsi qu'une unité Omega de la Garde nationale . Les manifestants pro-russes ont tenté d'arrêter son avancée, mais sans succès. Les forces de sécurité ukrainiennes ont attaqué le quartier général de la police pour tenter de le reprendre aux militants, et pendant l'assaut, le bâtiment a pris feu. Selon le ministre de l'Intérieur Arsen Avakov, un tireur d'élite séparatiste a tiré sur des soldats et des civils ukrainiens depuis les étages supérieurs d'un hôpital. Avakov a déclaré que la contre-attaque avait entraîné la mort de vingt séparatistes et la capture de quatre, tandis que les autres se dispersaient. Il a qualifié les militants séparatistes de "terroristes" et a averti que "l'anéantissement" serait la réponse de l'Ukraine aux futurs actes de terrorisme.
Le récit d'Avakov sur ce qui s'est passé a été contesté par certains habitants de Marioupol, qui ont parlé aux journalistes du New York Times, de la BBC et de The Independent peu après l'incident,,. Les habitants (dont beaucoup ont montré leurs passeports ukrainiens pour prouver qu'ils n'étaient pas russes  ) ont déclaré que le gouvernement avait attaqué la police locale qui sympathisait avec les manifestants,,. Selon une version des événements, avancée par un groupe d'habitants cités par le New York Times, l'affrontement a été déclenché par la rébellion de la police de Marioupol contre un nouveau chef de la police envoyé par le gouvernement intérimaire à Kiev. Le rapport de la BBC comprenait une vidéo montrant des militants pro-russes essayant en vain d'empêcher les véhicules blindés d'entrer dans la ville.

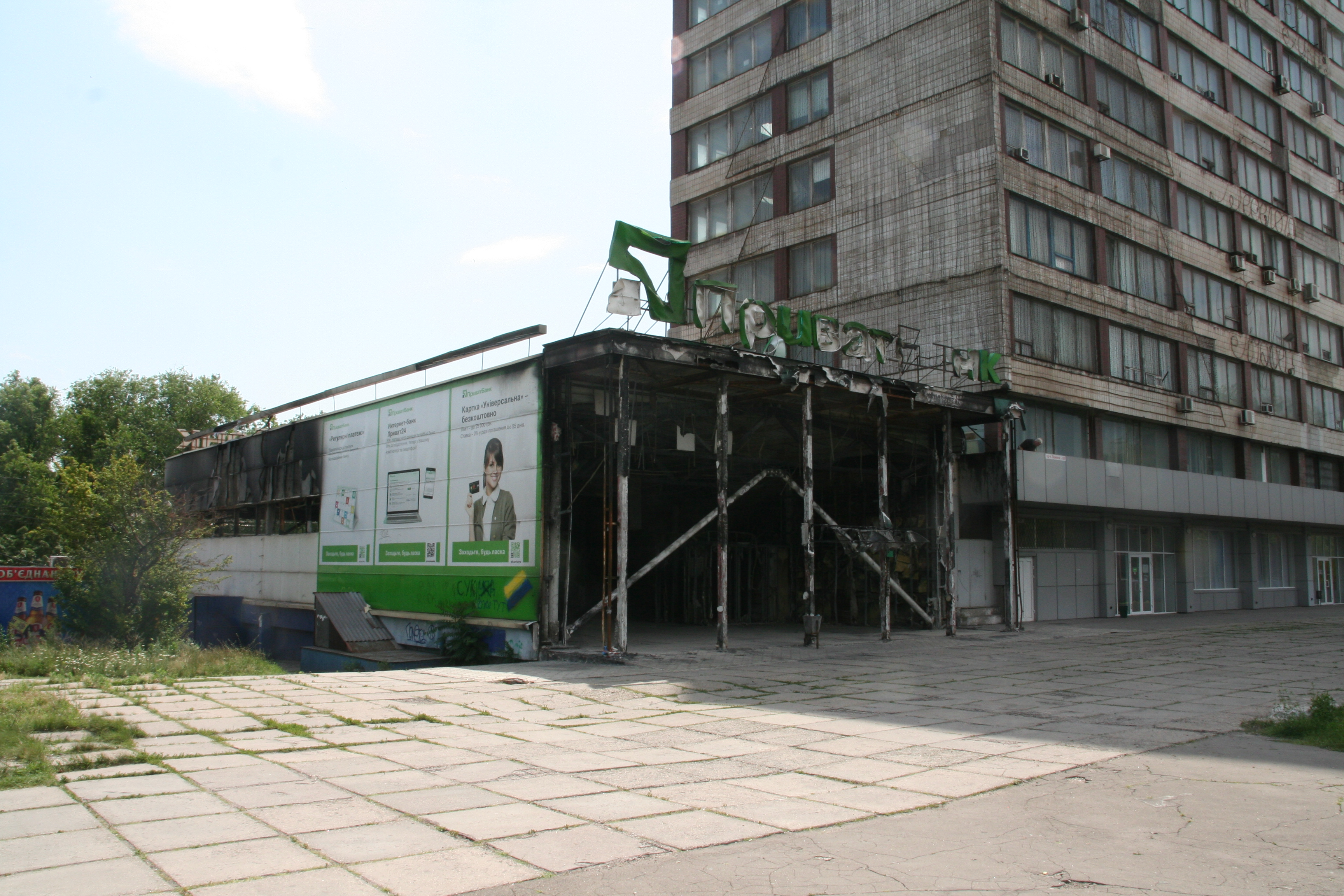
Bureau incendié de PrivatBank à Marioupol. Le bâtiment a été incendié le 4 mai 2014.

Après les combats, les forces ukrainiennes se sont retirées de la ville, la laissant entièrement sous le contrôle des manifestants pro-russes. L'armée a conservé le contrôle des points de contrôle entourant la ville. Le gouvernement ukrainien a déclaré que ses forces se sont retirées "pour éviter une nouvelle aggravation". Les troupes quittant la ville ont tiré sur des civils non armés, selon The Guardian,,. Anna Neistat de Human Rights Watch a déclaré que "mes conclusions préliminaires suggèrent que les unités ukrainiennes pourraient en effet avoir utilisé une force excessive près du théâtre du drame, ce qui a entraîné la mort et des blessures de certaines personnes non armées" et a demandé une enquête complète et approfondie.
Un véhicule blindé de transport de troupes a été capturé par des manifestants pro-russes. Après les affrontements, les manifestants ont construit des barricades sur les routes du centre-ville. Dans la nuit, le bâtiment administratif de la ville a été incendié  et trois magasins d'armes ont été pillés. Le lendemain, des insurgés ont incendié le véhicule blindé capturé, faisant exploser les munitions à l'intérieur. Des individus ont également lancé des cocktails Molotov sur le bureau du procureur de la ville et un bâtiment militaire, y mettant le feu. Le 11 mai 2014, huit bureaux de vote ont été mis en place à Marioupol pour le référendum de la RPD sur l'autonomie, avec des files d'attente de plusieurs centaines de mètres de long.

### Intervention des sidérurgistes de Metinvest
Metinvest, en collaboration avec les propriétaires Rinat Akhmetov et Vadim Novinsky, a annoncé le 11 mai 2014 que l'entreprise formerait des groupes de milices à l'échelle de la ville, engageant des métallurgistes locaux pour travailler avec la police. Les escouades étaient destinées à "protéger les civils des pillards et des criminels opérant dans la ville". Akhmetov a exhorté le gouvernement ukrainien à s'abstenir d'envoyer ses forces dans la ville et à entamer des négociations avec les insurgés,,.
Un accord initié par Metinvest a été signé le 15 mai par des directeurs d'usines sidérurgiques, des dirigeants de la police et de la communauté, et un représentant des séparatistes de la république populaire de Donetsk,. Les métallos et les agents de sécurité de Metinvest, ainsi que la police locale, ont commencé des patrouilles conjointes dans la ville de Marioupol. Associated Press a rapporté que ces groupes ont forcé les insurgés à quitter les bâtiments qu'ils occupaient. Bien qu'un représentant de la DPR ait participé à l'accord qui a conduit à cette évacuation des bâtiments par les insurgés,, un commandant local des insurgés qui occupaient le bâtiment a déclaré que "quelqu'un essaie de semer la discorde parmi nous, quelqu'un a signé quelque chose, mais nous continuerons notre combat », et que « tout le monde s'est enfui ». Des métallos ont pu être vus en train de retirer des barricades du centre-ville et de nettoyer le bâtiment administratif de la ville incendié. Au matin du 16 mai 2014, les journalistes d'Associated Press n'ont trouvé aucune trace des insurgés dans le centre-ville de Marioupol. Le 16 mai, cependant, il semble que les séparatistes n'aient pas été bannis de la ville : des journalistes du Washington Post rapportent qu'une centaine de militants pro-russes se sont rassemblés sur les marches du bâtiment de l'administration de la ville, et que le drapeau séparatiste continue de flotter au-dessus. Radio Free Europe a rapporté le 17 mai que des militants séparatistes (non armés, mais certains portant des cagoules) patrouillaient à Marioupol aux côtés de la police. Le 19 mai 2014, des reporters de CNN ont trouvé des partisans du DPR, y compris des milices armées, qui dirigeaient leur quartier général dans une banlieue de Marioupol. Le chef du groupe, Denis Kuzmenko, a déclaré aux journalistes qu'il se félicitait du rôle des métallurgistes dans la ville.

### Reprise de Marioupol par le gouvernement
Le matin du 13 juin 2014, de violents combats ont repris dans le cadre des opérations militaires à Marioupol où les bataillons Azov et Dnipro-1 ont repris la ville et les principaux bâtiments occupés par des insurgés tuant cinq militants et détruisant un véhicule blindé BRDM-2 insurgé,,. Deux soldats ont également été tués  et 4 à 11 séparatistes ont été capturés,. Un véhicule blindé de transport de troupes militaire a été détruit pendant les combats. Le ministre de l'Intérieur, Avakov, a déclaré que "tous les principaux bastions terroristes sont sous contrôle".
À la suite de cette bataille de six heures, les forces ukrainiennes ont hissé le drapeau national au-dessus du quartier général des insurgés dans la ville et ont déclaré avoir regagné 75 milles (120,7008 km) du tronçon de la frontière avec la Russie,. Immédiatement après l'opération, le président ukrainien Petro Porochenko a chargé le chef de l'administration régionale de Donetsk, Serhiy Taruta, de déplacer temporairement la capitale régionale à Marioupol. Un incident mineur s'est produit le lendemain matin, lorsqu'un convoi de gardes-frontières a été attaqué par des insurgés alors qu'il passait Marioupol, faisant cinq morts et sept blessés parmi les gardes.
Des observateurs de l'OSCE se sont rendus à Marioupol pour évaluer la situation dans la ville le 18 août. Ils ont rapporté que la ville était calme et sûre. Ils ont parlé à un militant local qui leur a dit que "la ville était devenue stable" dans les mois qui ont suivi la reprise de la ville par les forces gouvernementales. Selon le HCR, il y avait au moins 4 000 réfugiés de la guerre en cours dans la région du Donbass au moment où les observateurs ont visité la ville. Des statistiques non officielles citées par l'OSCE donnent le nombre de réfugiés à Marioupol à 20 000.

## Victimes
Il y a des rapports contradictoires concernant le nombre et l'identité des morts en ce qui concerne l'incident du 9 mai 2014. Le ministre de l'Intérieur, Arsen Avakov, a déclaré que l'opération avait entraîné la mort d'un policier et d'une vingtaine de personnes qualifiées de "terroristes". Quatre militants ont été capturés et cinq policiers ont été blessés. Le Daily Telegraph a rapporté que certains habitants pensaient que la plupart des cinq à vingt personnes tuées étaient des civils innocents. Le chef de la police de la circulation de la ville, Viktor Sayenko, a été tué lors des combats du 9 mai,,. Un rapport d'Euronews a déclaré que les habitants de Marioupol, y compris le prêtre qui a dirigé les funérailles de Sayenko, ne savaient pas comment il avait été tué ni qui en était responsable. Le chef de la police Valery Andruschuk a été capturé par les forces pro-russes. Il a été libéré le 12 mai et a été retrouvé dans un état grave avec une lésion cérébrale, une contusion cérébrale et des côtes cassées. Il a été confirmé plus tard que deux paramilitaires pro-gouvernementaux du bataillon de défense territoriale avaient également été tués. L'un d'eux était le commandant adjoint du bataillon Dnipro, Sergey Demidenko, qui a été tué par des tirs de snipers. Citant des témoins oculaires, la publication Internet Mariupol 0629 a rapporté que "des terroristes ont pris le cadavre de Demidenko, lui ont coupé les oreilles et lui ont arraché les yeux". Huit soldats ont également été blessés dans les combats.
L'administration de la ville de Marioupol a déclaré le 10 mai 2014 jour de deuil en l'honneur des personnes tuées lors de l'incident du 9 mai. Les habitants ont déposé des fleurs devant le poste de police éventré. De grandes funérailles publiques ont eu lieu à Kiev le 12 mai pour un membre du bataillon Azov qui a été tué dans les combats.
Une autre mort violente a été signalée le 25 mai, lorsque le gouvernement ukrainien a déclaré que sa police spéciale avait tué un garde du corps du chef de la RPD de Marioupol, Denis Kuzmenko, tout en arrêtant Kuzmenko lui-même. Cinq séparatistes et deux militaires ont été tués lors de la prise de la ville par les militaires le 13 juin 2014. Cinq gardes-frontières ont été tués et sept blessés dans une embuscade contre un convoi militaire le 14 juin 2014.
Un rapport de Human Rights Watch indique que l'armée ukrainienne a peut-être fait un usage excessif de la force pendant la bataille de Marioupol.
En janvier 2015, Kyiv Post a cité l'enquête d'un citoyen de Bellingcat sur les événements de mai 2014 à Marioupol. Il a affirmé que les soldats ukrainiens avaient fait un effort décidé pour éviter de tirer directement sur les manifestants, tout en étant la cible de tirs et en subissant eux-mêmes des pertes. Selon l'enquête, sur les treize personnes tuées répertoriées, six étaient des agents des forces de l'ordre ukrainiens, des soldats ou des membres du bataillon Azov.

## Héritage
Le 13 juin 2015, un monument aux défenseurs de l'unité militaire n ° 3057 a été dévoilé dans la ville à l'occasion du premier anniversaire de la libération. Un film documentaire sur la télévision publique d'Azov intitulé Year of Freedom. Marioupol After DNR est sorti en 2015. Le jour de la libération de Marioupol de l'occupation russe (En ukrainien : День звільнення Маріуполя від проросійських терористів) est célébré chaque année le 13 juin, et est un jour férié officiel dans la ville. Il a été solennellement célébré pour la première fois au niveau de l'État en 2016 (le deuxième anniversaire). Ce jour-là, le régiment Azov organise un défilé militaire organisé à 10h00 près de la place Grecheskaya en direction du théâtre dramatique régional .[réf. nécessaire]

### 5eanniversaire
Le défilé militaire traditionnel a eu lieu, au cours duquel des soldats du régiment Azov, unité militaire 3057, des représentants de la police nationale et du service national des gardes-frontières d'Ukraine ont défilé,,. Le président Volodymyr Zelensky a effectué une visite officielle dans la ville, assistant à des exercices militaires conjoints et à l'ouverture d'un centre de déminage. Des concerts de gala ont également eu lieu dans toute la ville,.